# Ebert und Noske in der Sommerfrische

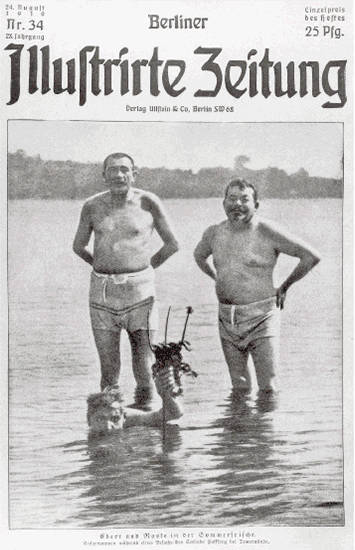
Titelblatt der Berliner Illustrirten Zeitung, 1919

Ebert und Noske in der Sommerfrische war das Titelfoto der Berliner Illustrirten Zeitung am 21. August 1919. Es zeigte den neuen Reichspräsidenten Friedrich Ebert (SPD) und Reichswehrminister Gustav Noske (SPD) in Badehosen in der Ostsee. Das Foto wurde öfter zur Diffamierung der beiden benutzt.

## Vorgeschichte
Friedrich Ebert, von November 1918 bis Februar 1919 deutscher Reichskanzler und anschließend erster Reichspräsident der Weimarer Republik, spielte eine zentrale Rolle in der Gründungsphase des neuen Staates. Mit Unterstützung verschiedener politischer Kräfte, einschließlich monarchistischer Politiker und der Obersten Heeresleitung (OHL), wirkte er maßgeblich an der Eindämmung der Novemberrevolution und der schrittweisen Auflösung der Arbeiter- und Soldatenräte in mehreren deutschen Städten mit.
Im Januar 1919 ließ er unter Leitung des Reichswehrministers Gustav Noske den sozialistischen Spartakusaufstand in Berlin gewaltsam niederschlagen. Im Februar wählte ihn die Nationalversammlung zum ersten deutschen Reichspräsidenten.
Friedrich Ebert akzeptierte auch den Versailler Vertrag vom 28. Juni 1919, der dem Deutschen Reich Gebietsverluste und erhebliche Einschränkungen brachte, was ihn in weiten Teilen der nationalistisch gesinnten Bevölkerung zusätzlich unbeliebt machte.

## Entstehung und Veröffentlichung des Fotos

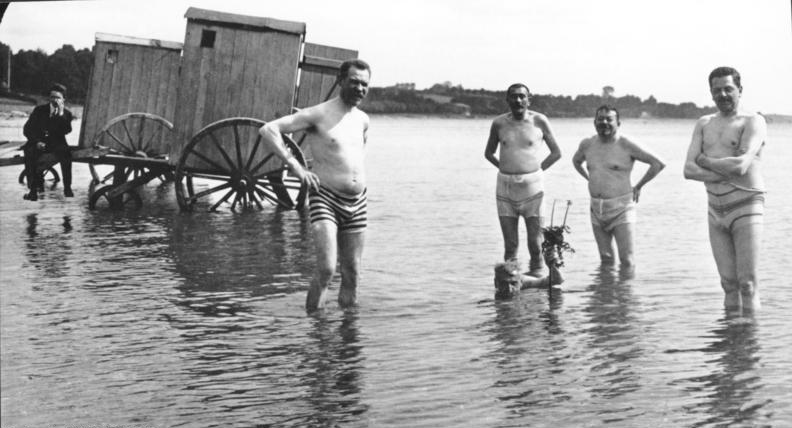
Das ursprüngliche Foto

Vor diesem Hintergrund politischer Spannungen unternahm der neue Reichspräsident im Sommer 1919 eine Reise durch das Land, um sich bei der Bevölkerung bekannter zu machen.
Am 17. Juli weilte er in Hamburg und anschließend in Haffkrug in der Lübecker Bucht, wo er ein Kindererholungsheim der Hamburger Konsumgenossenschaft Produktion besuchte, anwesend war auch Henry Everling. Anschließend gingen er und weitere Personen an den Strand und badeten in der Ostsee. Der lokale Fotograf Wilhelm Steffen, der auch schon im Kinderheim Aufnahmen gemacht hatte, bat die Herren, sich zu einem Gruppenfoto aufzustellen. Er machte die Zusage, es nicht zu veröffentlichen.
Am 9. August erschien das Foto dennoch in der konservativen Deutschen Tageszeitung auf einer der hinteren Seiten. Dazu waren verschiedene Behauptungen angegeben, wie, Friedrich Ebert habe die Veröffentlichung selbst veranlasst, um sich besser zu präsentieren, die mit diesem, teilweise bewusst falschen Text versehen waren:

„Mitte Juli weilten die Herren Reichspräsident Fritz Ebert und Reichswehrminister Noske auch einige Tage im Ostseebade Haffkrug bei Travemünde. In Ausübung ihrer hohen Machtvollkommenheiten dispensierten sie sich von der dort herrschenden Vorschrift, nur im Kostüm zu baden, stellten der Welt ihre ganze Mannesschönheit zur Schau und veranlassten in animierter Stimmung die Fixierung der nebenstehend wiedergegebenen Szene auf eine photographische Platte. Nachträglich kamen ihnen doch Bedenken über die Abzüge. Herr Ebert hatte indes die Freundlichkeit, uns eine Kopie zur Verfügung zu stellen, weil er in ihrer Wiedergabe mit Recht eine treffliche Propaganda für das neue Regime und für seine Person erblickt.“

Diese Veröffentlichung hatte aber keine nennenswerten Konsequenzen.
Am 21. August brachte die auflagenstarke linksliberale Berliner Illustrirte Zeitung einen Ausschnitt des Fotos auf ihrer Titelseite, der nur Friedrich Ebert, Gustav Noske und den verdeckt sichtbaren Josef Riege zeigte. Die Veröffentlichung der Zeitung wurde vom eigentlichen Termin (Sonntag, den 24. August) auf diesen Donnerstag vorverlegt, an dem Ebert in Weimar zum Reichspräsidenten vereidigt wurde. Sie war offenbar als humorvolle Ergänzung zu diesem bedeutenden Ereignis gedacht.

## Reaktionen
Die Veröffentlichung des Fotos löste eine Welle von Reaktionen aus, die von politischen Stellungnahmen bis hin zu satirischen Darstellungen reichten.
Die SPD-Zeitung Vorwärts erklärte nach dem Erscheinen, das Foto sei „in unberechtigter Weise […] in die Öffentlichkeit gebracht worden“, worauf Chefredakteur Kurt Korff und der Leiter des Ullstein Verlages Georg Bernhard sich entschuldigten und von einem Versehen sprachen.

### Fotomontagen und Karikaturen

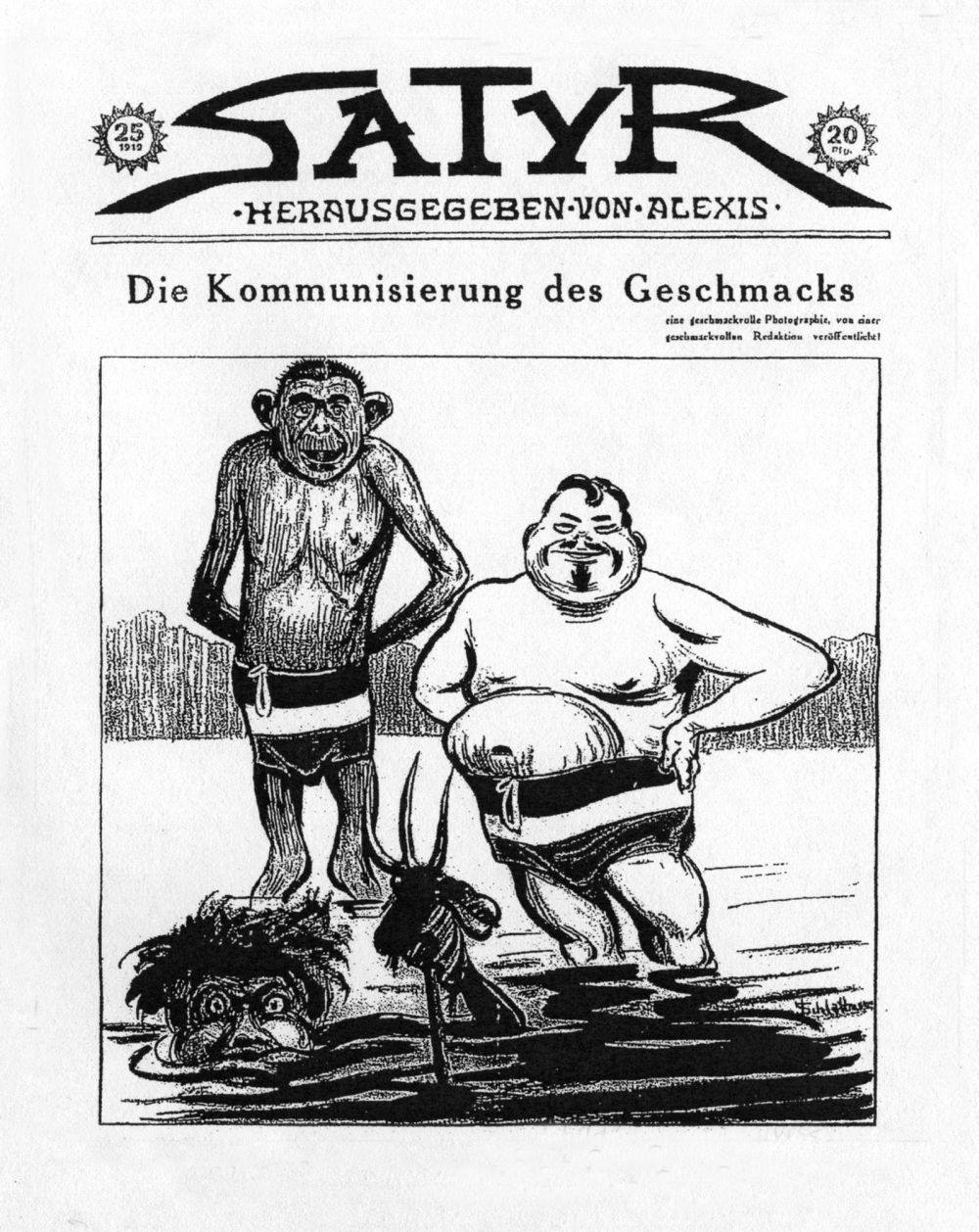
Titelblatt von Julius Schlattmann (1919)

Es erschienen in den nächsten Wochen mehrere Fotomontagen und Karikaturen dazu: 
- Die rechtskonservative Deutsche Tageszeitung brachte eine Postkarte heraus, auf der über dem Foto ein würdevolles Porträt von Kaiser Wilhelm II. und darunter eines von Generalfeldmarschall Paul von Hindenburg hinzugefügt war, mit der Unterschrift Einst und Jetzt.[6]
- Die Satirezeitschrift Kladderadatsch veröffentlichte eine karikierte Fassung der Nationalhymne Heil dir im Siegerkranz: „Heil dir am Badestrand / Herrscher im Vaterland / Heil, Ebert, dir! / Du hast die Badebüx, / sonst hast du weiter nix / als deines Leibes Zier. / Heil, Ebert, dir!“
- In einer Karikatur der KPD-Zeitschrift Die Pleite standen beide Politiker in einem Meer aus Blut und Leichen, bezogen auf die vielen Toten der Niederschlagung des Januaraufstandes in Berlin.[7]
- Das Magazin Satyr brachte eine herabwürdigende Karikatur, die Ebert als Eber und Noske als Affen darstellte.

Friedrich Ebert ging gegen einige dieser als diffamierend empfundenen Darstellungen gerichtlich vor, um sein Ansehen als Reichspräsident zu schützen. Zu der Postkarte mit der Fotomontage erklärte das Gericht, dass die Verbreitung unrechtmäßig geschehen sei, verurteilte die Verantwortlichen aber nicht. Satyr wurde freigesprochen: Eine solche Karikatur sei zwar würdelos, aber erlaubt. Daraufhin veröffentlichte sie gleich die nächste Karikatur, in der Ebert eine Ohrfeige erhält. Bei öffentlichen Auftritten des Reichspräsidenten wurde in den Folgejahren von dessen Kritikern öfter auch eine rote Badehose gezeigt oder auf einen Mast gehängt.

### Öffentliche Wahrnehmung

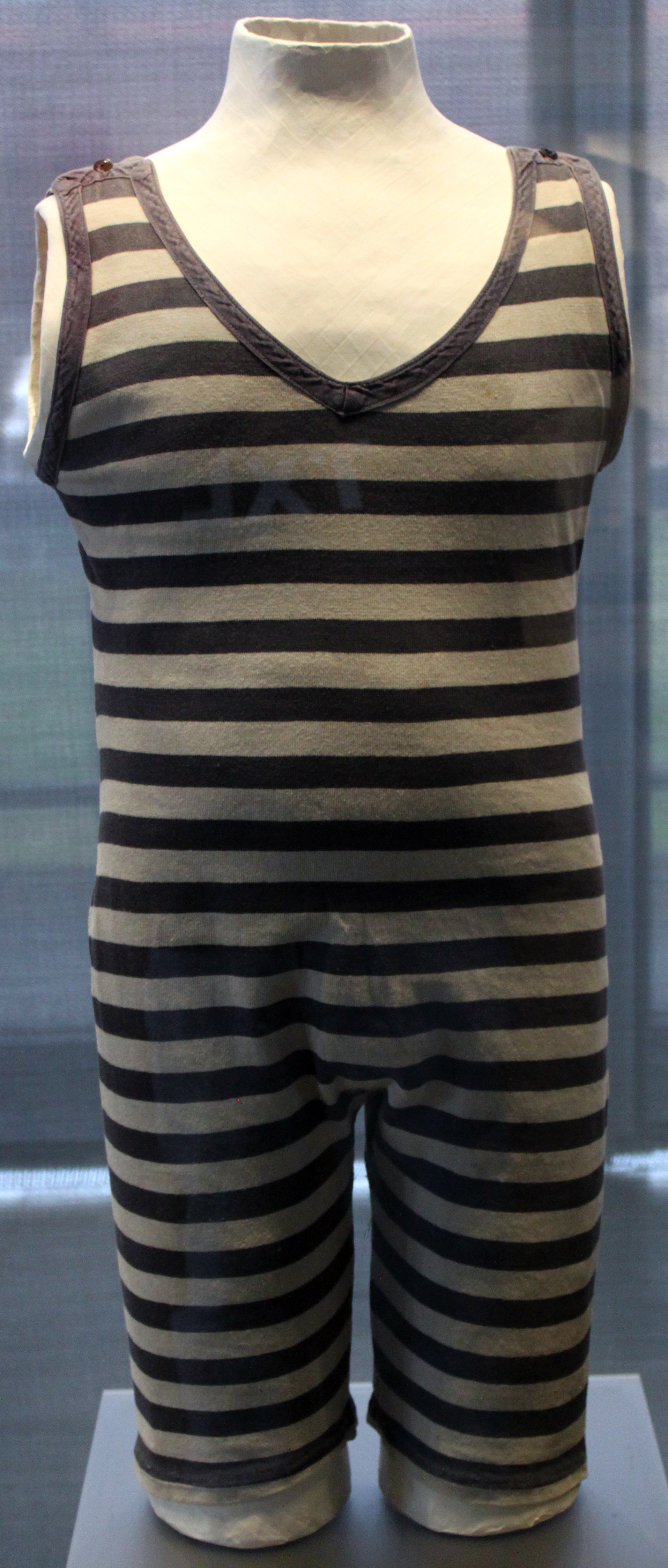
Typischer Herrenbadeanzug um 1920

Über die allgemeine Wirkung des Fotos in der Bevölkerung gibt es sonst nur wenige Berichte. Die körperliche Darstellung der beiden entsprach nicht dem damaligen Schönheitsideal. Viele fanden es vulgär und skandalös, dass Ebert und Noske nur eine kurze Hose und keinen ganzteiligen Badeanzug trugen, wie es zu dieser Zeit für hochrangige Herren noch üblich war.
Der Schriftsteller Joseph Roth bewertete 1923: „Ebert in Badehose wurde das wirkungsvollste, weil pöbelhafteste Argument gegen die Republik“.
Das Erscheinen des Badehosen-Fotos war ein frühes Beispiel dafür, wie mediale Veröffentlichungen das Ansehen von Politikern und anderen Prominenten beeinflussen können.